# Валеев, Гани Нурмухаметович
Гани Нурмухаметович Валеев (1897—1989) — советский колхозник, депутат Верховного Совета СССР III созыва.
Член КПСС с 1932 года

## Биография
Гани Валеев родился 1897 году в семье крестьян-хлеборобов. В юности батрачил. В 1919 году воевал в Румынии в составе 24-й кавалерийской дивизии. С 1920 по 1929 год работал в деревнях Тюрюшево и Ахуново кузнецом и молотобойцем. В 1929—1933 годах работал кузнецом в колхозе «Кызыл бойрак» в деревне Каразирек Тюрюшевского сельсовета Буздякского района БАССР. В 1933 году возглавил этот колхоз и оставался его председателем до 1955 года. Под руководством Гани Нурмухаметовича колхоз стал одним из лучших в районе. Большое внимание колхоз также уделял развитию образования и культуры в деревне.
Гани Валеев был членом пленума Буздякского районного комитета КПСС, депутатом Буздякского райсовета. Избирается делегатом 22-й областной партийной конференции. В 1950—1954 годах был депутатом Совета Союза Верховного Совета СССР III созыва. В 1955—1958 годах — председатель Тюрюшевского сельсовета Буздякского района. После завершения трудовой деятельности в 1980 году стал пенсионером союзного значения (Постановление Совета Министров Башкирской АССР от 13.06.1980 N 311 «Об установлении персональных пенсий»).

## Семья
Жена — Гульявар Валеева, девятеро детей. Старший сын Магсум погиб в Великой Отечественной войне (погиб 08.07.1944 в: Белорусская ССР, Минская обл., Логойский р-н, д. Косино).

## Награды
- Почётная грамота Президиума Верховного Совета БАССР[2]
- Медаль «За доблестный труд в Великой Отечественной войне 1941—1945 гг.»[2]
- Медаль «За освоение целинных земель»[2]

## Память
На стене дома Гани Валеева в селе Тюрюшево, где он жил с 1984 по 1989 год, установлена мемориальная доска.